# Svaba Ortak
Pavle Komatina (Bécs, Ausztria, 1992. november 12. -) művésznevén Svaba Ortak egy Bécsben alkotó balkáni származású osztrák rapper és hip-hop zenész.

## Élete
Egy boszniai horvát és egy montenegrói szerb gyermekeként született. Bécs harmadik kerületében, Landstrasséban nőtt fel. Előadói nevét a jugoszláv Rane (magyar címén Sebek) című film egyik főszereplőjétől vette, és 1998 óta használja sajátjaként. Egy barátja, aki szintén rapper, a másik főszereplő, Pinki nevét használja.
Svaba első sorait még az iskolában írta és töltötte fel a Youtubera. Később grafikát tanult, de nem sikerült elhelyezkednie ebben a szakmában. Ezalatt alkalmi munkákból tartotta fent magát.
Svaba leginkább 2011 óta, az Eastblok család tagjaként vívott ki elismerést magának a bécsi rapszcénában. Az Eastblok család egy 12 rappert, producert és táncost tömörítő csapat. Svaba az Ortak család tagja is Pinki D. Ortakkal, és Manijak Ortakkal együtt. A Kaldrma című mixének kiadása után rövid időre Németországba, Frankfurt am Main városába költözött. Ezután jelent meg Enter the Dragon nevű EP-je, ami 41. lett az osztrák zenei listán. Németországban több híres előadóval is közreműködött, mint például Olexesh, Schwesta Ewa, a 187 Strassenbande vagy Haze. Nem sokkal ezután visszaköltözött Bécsbe.
2018-ban Svaba nagy népszerűségnek örvendhetett RAF Camora előzenekaraként a Marx-Halle-i koncertjén és a Dunauinselfesten. 2019-ben kiadta első albumát az Eva & Adamot, amit Doni Balkannal és PMC Eastblokkal együtt készített. Ezen a lemezen megjelennek hagyományos szerb népi elemek. Az album bemutatója 2019. április 12-én volt Bécsben, a SimmCityben. Az album 4. lett az osztrák zenei listán.

## Zenei stílusa
Svaba Ortak zenéjében nagyon sok szerb népi dallamot használ. A legutóbbi albumán például Đorđije Koprivica Jelena című népies dalát használta fel. Svaba megtanult játszani a hosszú nyakú guszlén is, amit ugyancsak lehet hallani ezen az albumon. Számaiban a G-funk a modern trap és a szerb népi hangzás keveredik. Autotune-t csak a balladákban használ. A szövegei legnagyobbrészt arról szólnak, hogy milyen volt felnőnie Bécsben balkáni bevándorló munkás szülők gyermekeként.

## Diszkográfia

### Albumok
- 2019: Eva & Adam (Sony Music)

### Közreműködések
- 2014: Alpha (Eastblok család)
- 2014: Wien glänzt heute (EP, Manijak)
- 2017: Honig & Blut (EP, Eşref, Eastblok család)
- 2018: Zukunft (EP, Haze, Alte Schule)

### Mixek
- 2011: Ortak, Alles & Sofort
- 2014: Kaldrma

### EP
- 2016: Enter Tha Dragon (Eastblok család)
- 2019: Babylonclub (Sony Music)

### Album nélküli zenék
- 2010: Serben in Wien
- 2010: DHMW (Du hast mein Wort)
- 2018: Daj Daj Daj (Juice)
- 2018: Sada znam
- 2018: Napad (Pirelli)
- 2019: P A K I
- 2019: Qualität
- 2019: Simba (Amar)
- 2019: Konsum

## Fordítás
Ez a szócikk részben vagy egészben  a   Svaba Ortak című német Wikipédia-szócikk ezen változatának fordításán alapul.  Az eredeti cikk szerkesztőit annak laptörténete sorolja fel. Ez a jelzés csupán a megfogalmazás eredetét és a szerzői jogokat jelzi, nem szolgál a cikkben szereplő információk forrásmegjelöléseként.